# Galium saxosum
Galium saxosum là một loài thực vật có hoa trong họ Thiến thảo. Loài này được (Chaix) Breistr. mô tả khoa học đầu tiên năm 1948.